# Burg Mandajors
Die Burg Mandajors (französisch Château de Mandajors) ist die Ruine einer Höhenburg in Saint-Paul-la-Coste in den Cevennen im Département Gard.

## Geschichte
Die Burg wurde entlang einer wichtigen Straße im 12. Jahrhundert von den Herren von Mandajors auf einem Felsvorsprung errichtet.
Im Zuge der Gegenreformation wurde 1702 eine königliche Garnison zur Bekämpfung der protestantischen Kamisarden auf der Burg stationiert, die 1703 im Kamisardenkrieg in Brand gesetzt und zerstört wurde. 
Die Burgkapelle, ein schlichter romanischer Saalbau mit Halbkreisapsis blieb erhalten und dient seit 1727 dem protestantischen Gottesdienst. Ihr Giebel trägt die Inschrift Église réformée de France, 1727.